# Amphiaréion d'Oropós
L'Amphiaréion d'Oropós (en grec ancien : Άμφιαρείον Ωρωπού), est un sanctuaire consacré au héros Amphiaraos, situé dans les collines, à 6 km au sud du port fortifié d'Oropós (actuellement en Attique), où les pèlerins venaient trouver des réponses oraculaires et de guérison.

## Le héros Amphiaraos
Amphiaraos était un descendant du devin Mélampous. Il avait dès le début refusé de participer à l'expédition contre Thèbes, car il pouvait prévoir qu'elle mènerait à la catastrophe. Dans certaines versions du mythe, la terre s'ouvre et avale le char d'Amphiaraos, le transformant en une divinité chthonienne.

## Le sanctuaire d'Amphiaraos
Le sanctuaire est situé à 37,2 km NNE d'Athènes et comprend un temple d'Amphiaraos, avec une statue cultuelle acrolithe, ainsi qu'une source sacrée, un théâtre, une stoa et des structures associées. Le sanctuaire s'étendait environ 240 m au nord du temple d'Amphiaraos, le long du lit d'un ruisseau. Le culte remonte à l'époque de l'épidémie de peste qui frappa Athènes à la fin du Ve siècle av. J.-C., qui vit une reprise de la réputation du sanctuaire à guérir les maladies. Hérodote rapporte que Crésus « envoya des députés en divers endroits, les uns à Delphes, les autres à Abes en Phocide, les autres à Dodone, quelques-uns à l'oracle d'Amphiaraüs ». La réponse de l'oracle fut l'une des deux seules correctes à la question posée : « « Crésus demanda ce qu'il ferait durant une certaine journée prédéterminée. L'oracle répondit correctement qu'il ferait bouillir une tortue et un agneau dans un pot de bronze avec un couvercle en bronze. »
Il y eut de nombreuses dédicaces et offrandes de Grecs, de notables Romains, et d'autres, attestées par un grand nombre d'inscriptions. La partie sud-est du lit du ruisseau recèle de nombreux vestiges de structures domestiques, ainsi qu'une clepsydre exceptionnellement bien préservée. Amphiaraos a également été vénéré à Rhamnonte, à 17,5 km au sud-ouest, ainsi qu'à Athènes, Argos, Sparte, et en d'autres lieux. Le culte, à l'Amphiaréion, s'est poursuivi jusqu'au Ve siècle de notre ère.

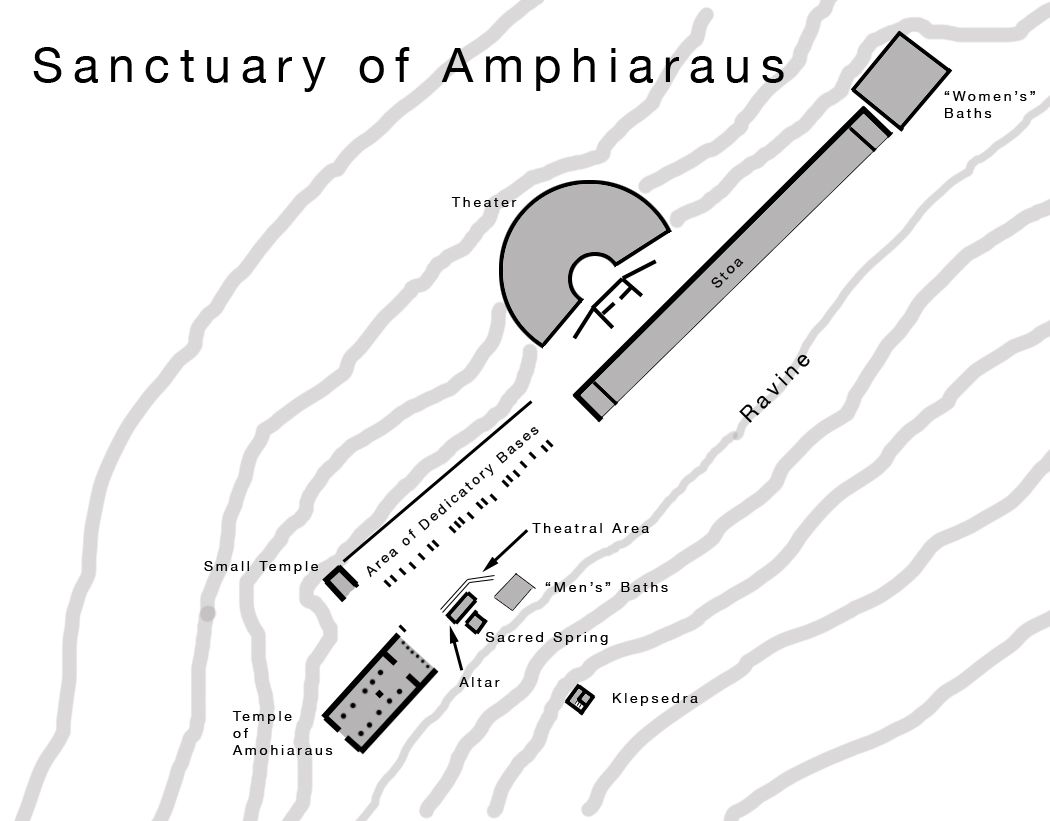
Plan du sanctuaire d'Amphiaraos

Au niveau du temple, l'altitude est de 154 m, en pente douce vers le nord, car le sanctuaire s'étend sur la rive nord-ouest d'un petit ravin entre deux collines. Le sanctuaire est situé près de la frontière de l'Attique et de la Béotie, les domaines respectifs de contrôle d'Athènes et de Thèbes, le contrôle sur le sanctuaire allant donc de l'une à l'autre des deux villes concurrentes, jusqu'à ce qu'Alexandre le Grand détruisît Thèbes en -335.
Au IIe siècle de notre ère, l'écrivain grec Pausanias le Périégète déclare :

« Je pense qu'Amphiaraos se consacre surtout à l'interprétation des rêves : il est clair que, quand il était considéré comme un dieu, il a créé un oracle de rêves. Et la première chose est de se purifier soi-même, lorsqu'on vient consulter Amphiaraos, et le rituel de purification est de sacrifier au dieu lui-même et à tous ceux dont les noms sont sur l'autel et, quand cela est accompli, il faut sacrifier un bélier et étendre sur soi sa peau, s'allonger et attendre la révélation d'un rêve. »

— Description de la Grèce, I, 34, 5
Une inscription sur le site, toutefois, indique que chaque homme peut sacrifier ce qu'il veut. On peut s'attendre à des variations dans les pratiques de culte au cours des neuf siècles d'activité du sanctuaire. Les bains du site étaient célèbres dans l'Antiquité. Un stade et un hippodrome n'ont pu être localisés.

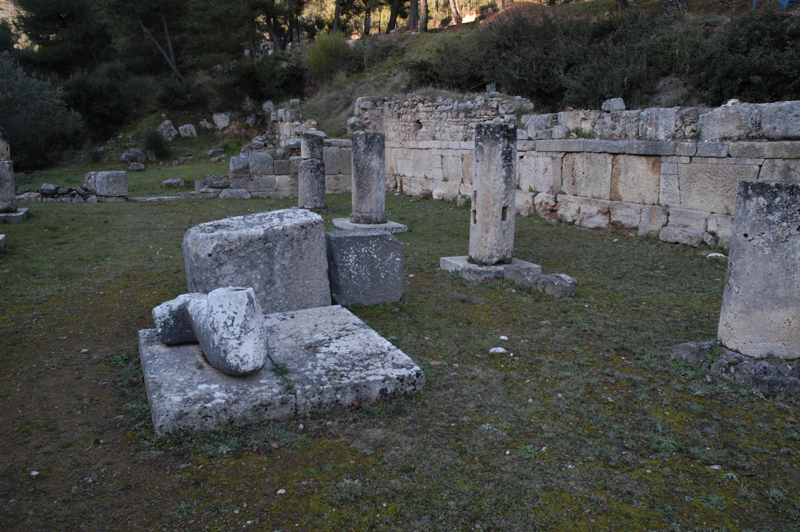
Vue intérieure du temple d'Amphiaraos montrant la colonnade intérieure et le bras d'une statue acrolithe.

### Temple d'Amphiaraos

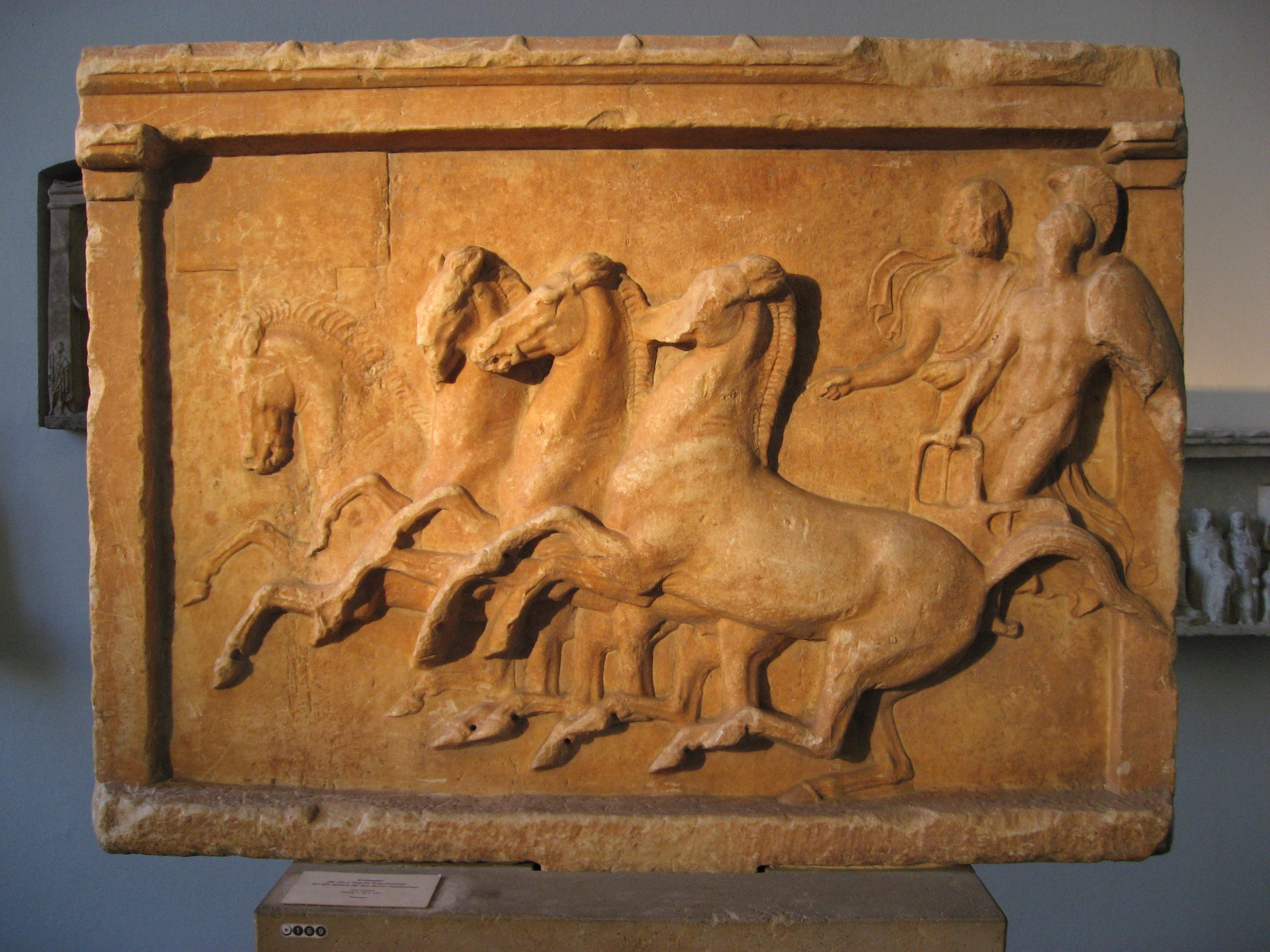
Départ de la course sacrée en l'honneur du héros Amphiaraos. Marbre, Oropos, -IVe siècle, Pergamonmuseum, Berlin.

Au début du IVe siècle av. J.-C., le temple d'Amphiaraos avait un plan dorique hexastyle in antis peu usuel : c'est-à-dire qu'il avait six colonnes en façade entre de petits murs en projection. Des demi-colonnes étaient engagées à l'extrémité des antes, donnant l'apparence d'une façade octostyle. Le temple mesurait 14 × 28 m. Derrière les colonnes était le pronaos, conduisant à une cella à deux rangées de cinq colonnes internes non cannelées. À côté de la seconde paire de colonnes en arrière du pronaos, on a retrouvé la base de la statue de culte acrolithe d'Amphiaraos, dont un bras était resté in situ. Dans la paroi arrière de la cella, se trouve un seuil, peut-être un ajout postérieur.

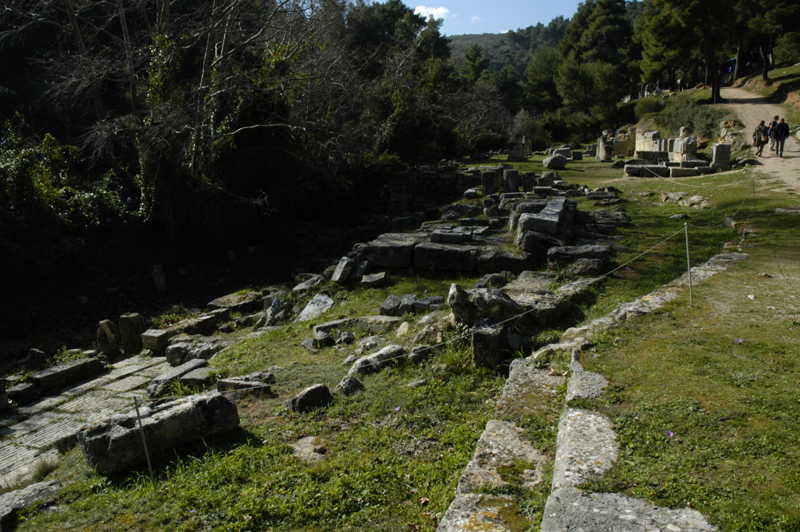
Vue vers le sud-ouest : l'autel, l'aire théâtrale, la source sacrée et le temple.

Sur l'axe de la ligne centrale du temple, et environ 10,5 m au nord-est, sont les restes de l'autel divisé en sections avec des dédicaces à divers dieux et héros.
Tout autour de l'autel du côté ouest s'étend une structure à degrés qui pourrait avoir servi d'aire théâtrale avant la construction du théâtre. Immédiatement à l'est se trouve la source sacrée, où, nous dit Pausanias, les adorateurs jetaient des pièces quand ils se sentaient guéris de leurs maux. Immédiatement au nord-est de la source est la structure traditionnellement appelée « bains des hommes ».

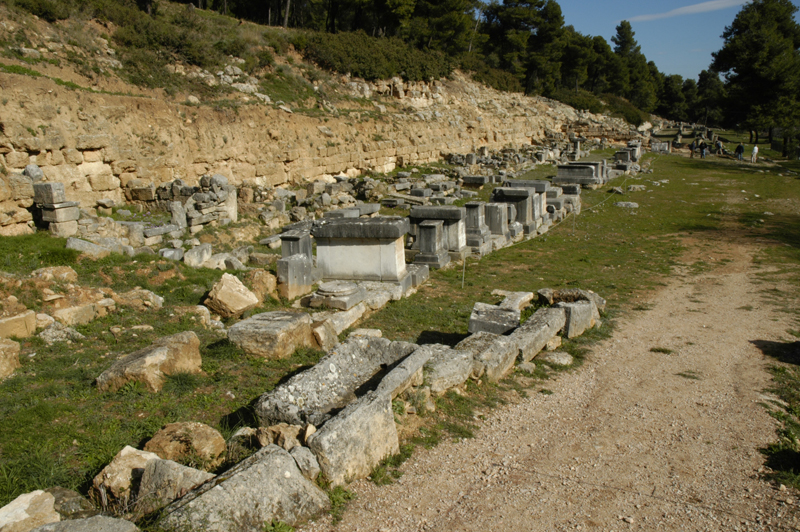
Ligne de bases de statues dédicacées, vers le nord-est.

Au nord du temple s'étendait une ligne de statues dédicacées, dont les bases ont en grande partie survécu, sur environ 70 m, le long de la voie qui mène au sanctuaire.
Parmi les plus notables dédicaces :
- une inscription de -42 honorant Marcus Junius Brutus comme un tyrannicide ;
- une inscription de -86 / -81 au dictateur romain Lucius Cornelius Sulla ;
- une inscription postérieure à -27 à Marcus Vipsanius Agrippa ;
- une inscription du -Ier siècle à Appius Claudius Pulcher ;
- une autre à Gnaeus Calpurnius Piso.

On trouve aussi les restes d'un petit temple, à l'extrémité sud-ouest de cette zone.

### Théâtre

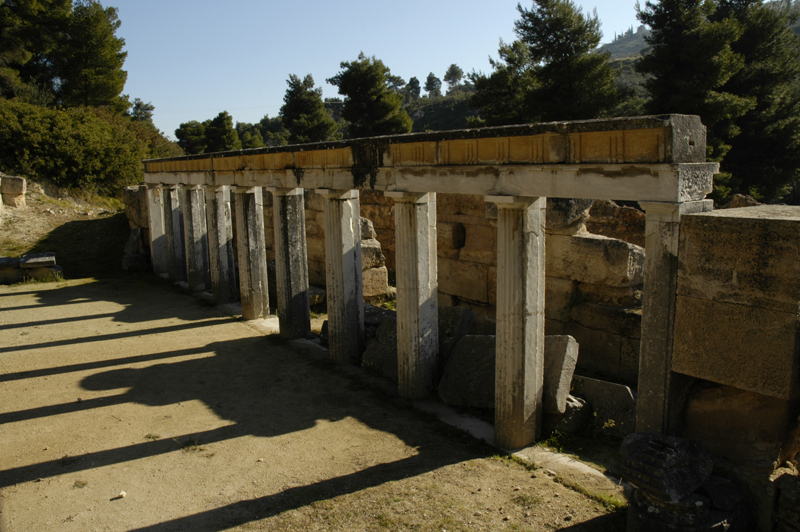
Proscaenium du théâtre.

Le théâtre est daté par des inscriptions du IIe siècle av. J.-C., et la zone des sièges était probablement composée d'éléments en bois posés sur des supports de pierre. Cinq proedria de marbre (sièges d'honneur à l'avant de la zone des places assises) ont été placés autour de l'orchestra, dont le rayon est de 12,4 m. Deux parodoi (entrées latérales) partent de l'orchestra entre les zones de sièges de la cavea (koïlon)et les bâtiments de scène. Le proscaenium d'ordre dorique (env. 12 m de large) est bien préservé et donc important pour l'étude de la conception du théâtre. Le théâtre pouvait accueillir environ trois cents spectateurs.

### Stoa

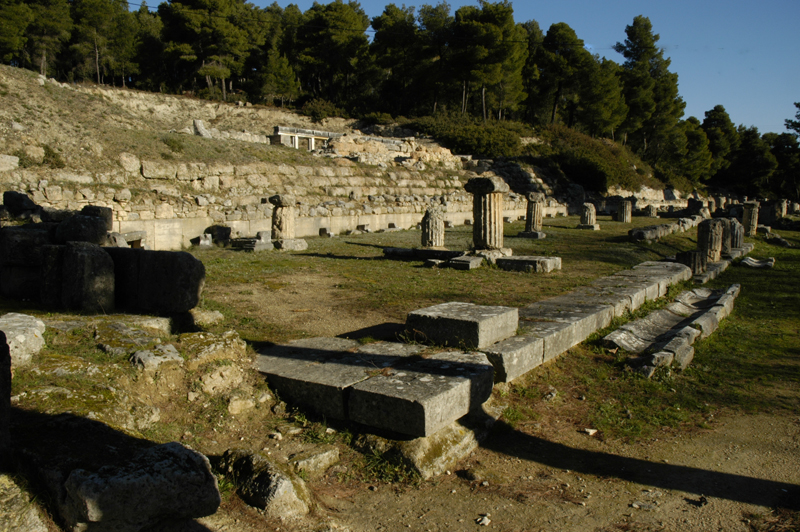
Vue de la stoa et du théâtre, vers le nord-est.

Datant du milieu du -IVe siècle, la stoa mesure 11 × 110 m avec 39 colonnes doriques extérieures internes et 17 colonnes ioniques. Il y avait des bancs de pierre à l'arrière des murs de la structure, où peut-être les suppliants du dieu dormaient et attendaient leurs rêves. Les sexes peuvent avoir été isolés et c'était peut-être le cas pour les bains situés au nord de la stoa, traditionnellement appelé « bains des femmes ».

### Clepsydre

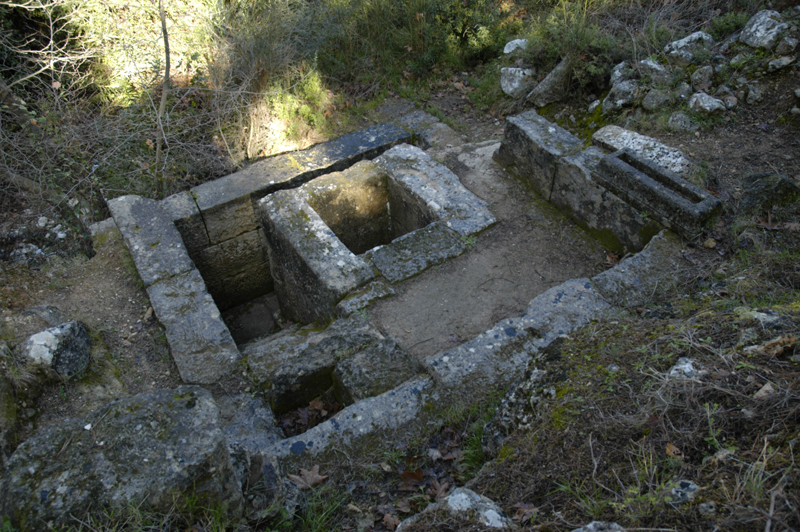
Vue sud-ouest de la clepsydre.

Sur la partie sud-est du lit du ruisseau, face à la source sacrée, sont les restes d'une clepsydre (horloge à eau) exceptionnellement bien préservée. Cet instrument est important dans l'étude des anciennes méthodes de mesure du temps, en tant qu'horloge à afflux d'eau.
Les horloges par afflux d'eau pour le remplissage d'un volume connu étaient beaucoup plus précises que celles à écoulement, exigeant la lecture de graduations entre le plein et le vide et dont le débit variait entre le début et la fin de l'écoulement.
La clepsydre était composée d'un réservoir central carré, avec un escalier sur le côté sud permettant l'accès à la bonde de bronze située au fond du réservoir.
Des structures domestiques pour le service du sanctuaire sont disposées, à l'étroit, le long de la partie sud-est du ravin, à la fois au nord et au sud de la clepsydre.

## Images de l'Amphiaréion

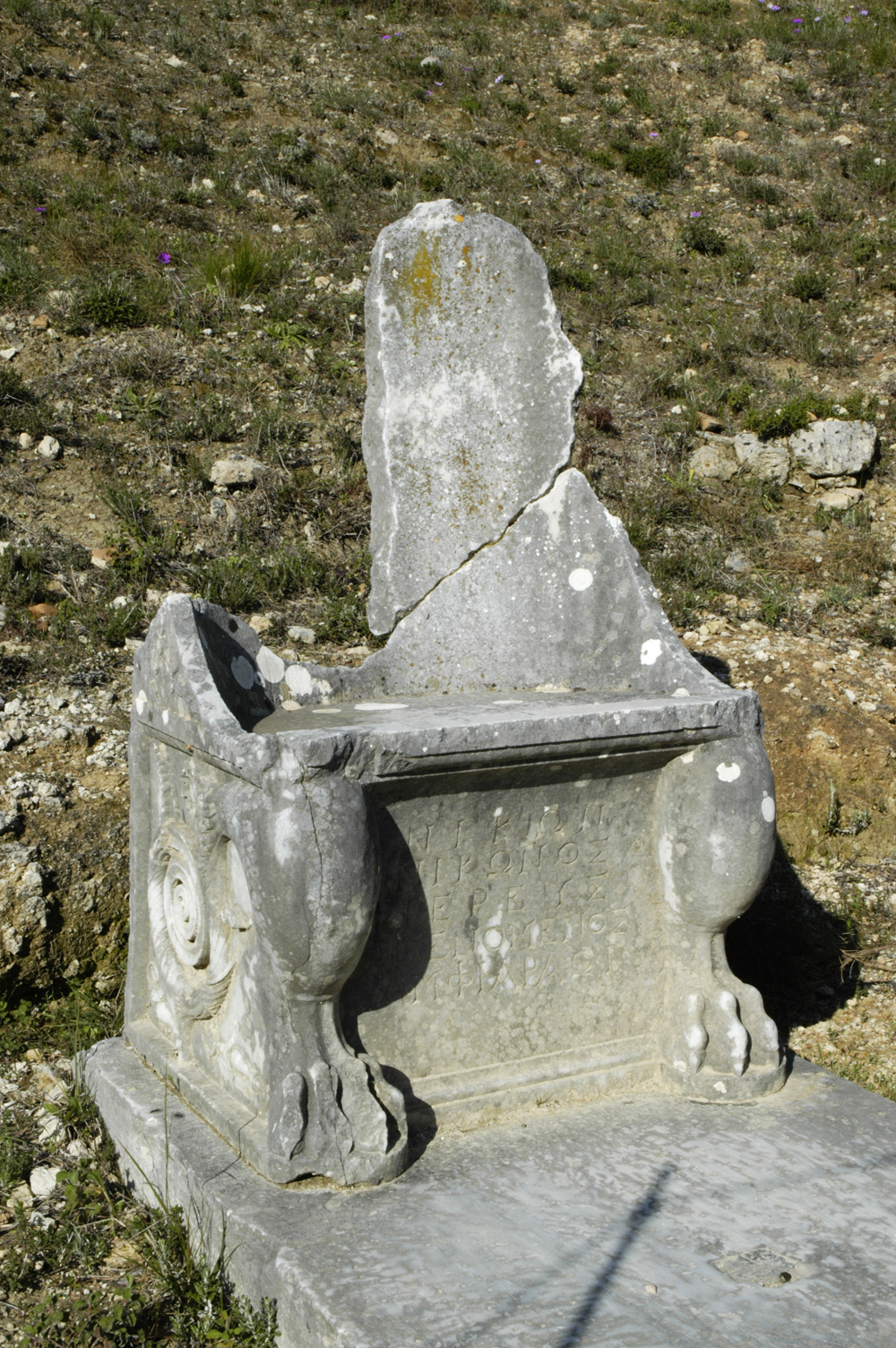
Proédrion de marbre, dans le théâtre.
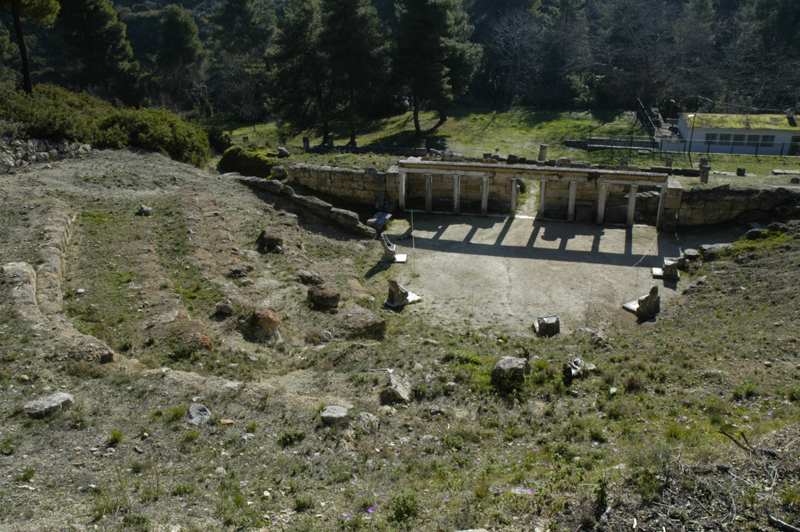
Vue sud-est du sommet de la cavea du théâtre.
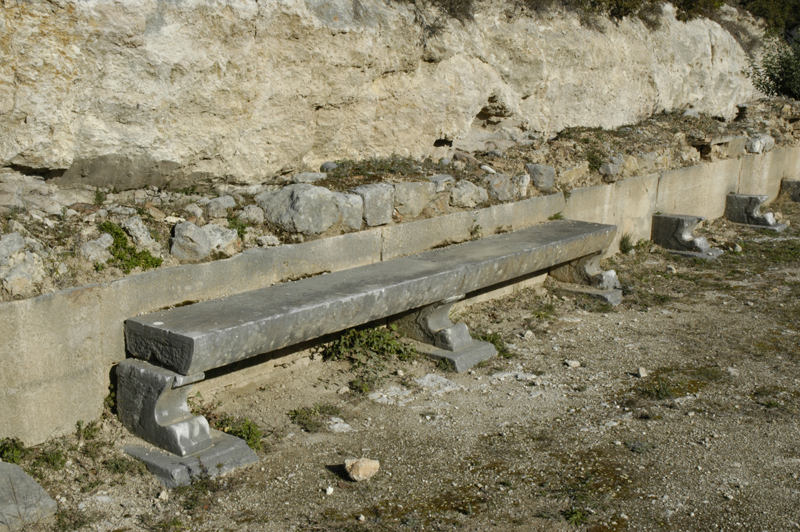
Banc, le long de la paroi arrière de la stoa.
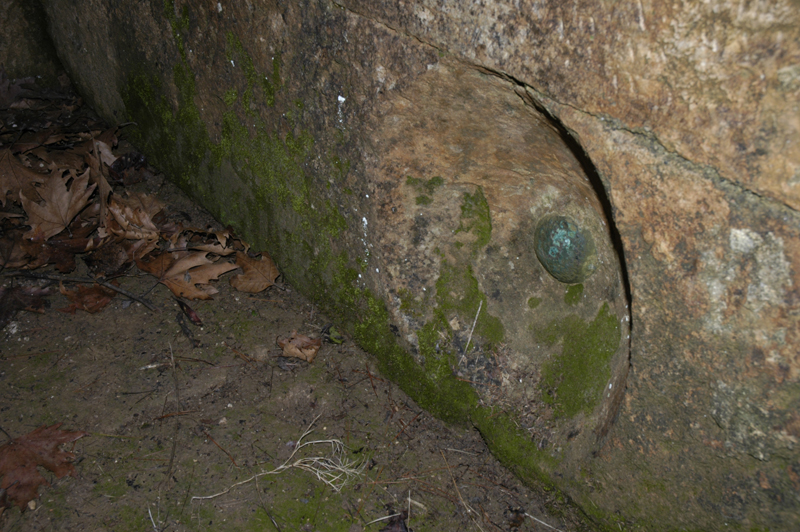
Bouchon de bronze, au bas du réservoir de la clepsydre.